# Aspatharia divaricata
Aspatharia divaricata là một loài trai sò nước ngọt thuộc họ Mutelidae. Loài này có ở Tanzania và Uganda, một số vùng ở châu Phi. Chúng sinh sống chủ yếu ở các vùng hồ nước ngọt.